# Sachsen-Kürassier-Marsch
Der Sachsen-Kürassier-Marsch ist ein Marsch von Johann Strauss (Sohn) (op. 113). Das Werk wurde am 26. Juli 1852 in der Bierhalle in Fünfhaus in Wien erstmals aufgeführt.